# Vogelinsel (Flurname)

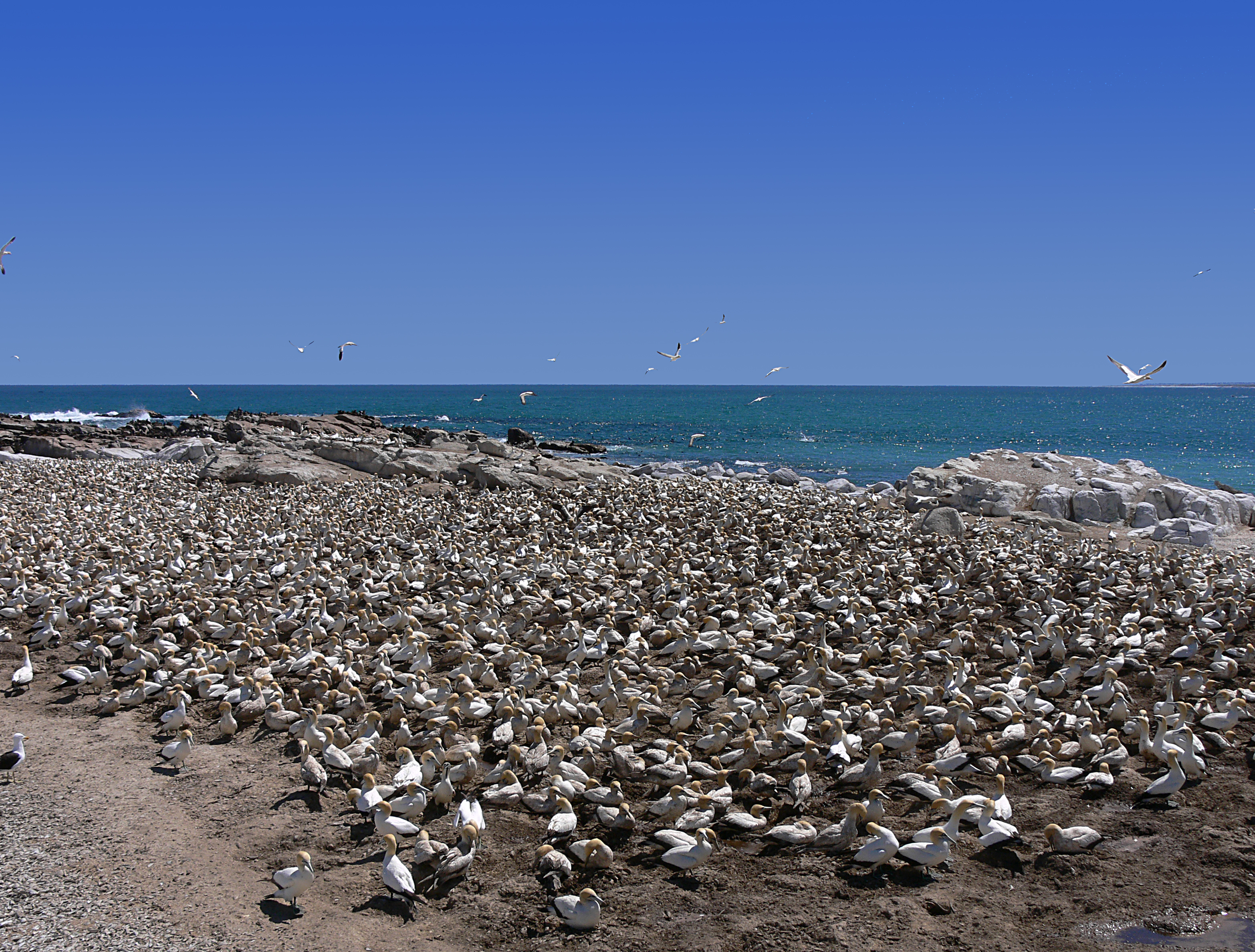
Kaptölpel (Morus capensis) auf Bird Island, Lamberts Bay, Südafrika

Vogelinsel (engl. Bird Island) ist der Haupt- oder Beiname zahlreicher Inseln mit auffallend hoher Anzahl von Vogelpopulationen. Manche Inselgruppen tragen ebenfalls diese Bezeichnung.
Es gibt Vogelinseln sowohl in Binnengewässern (Seen, Flüsse etc.) als auch in Meeren; auf letzteren finden sich überwiegend Seevogelpopulationen.

## Zum Begriff der Vogelinsel

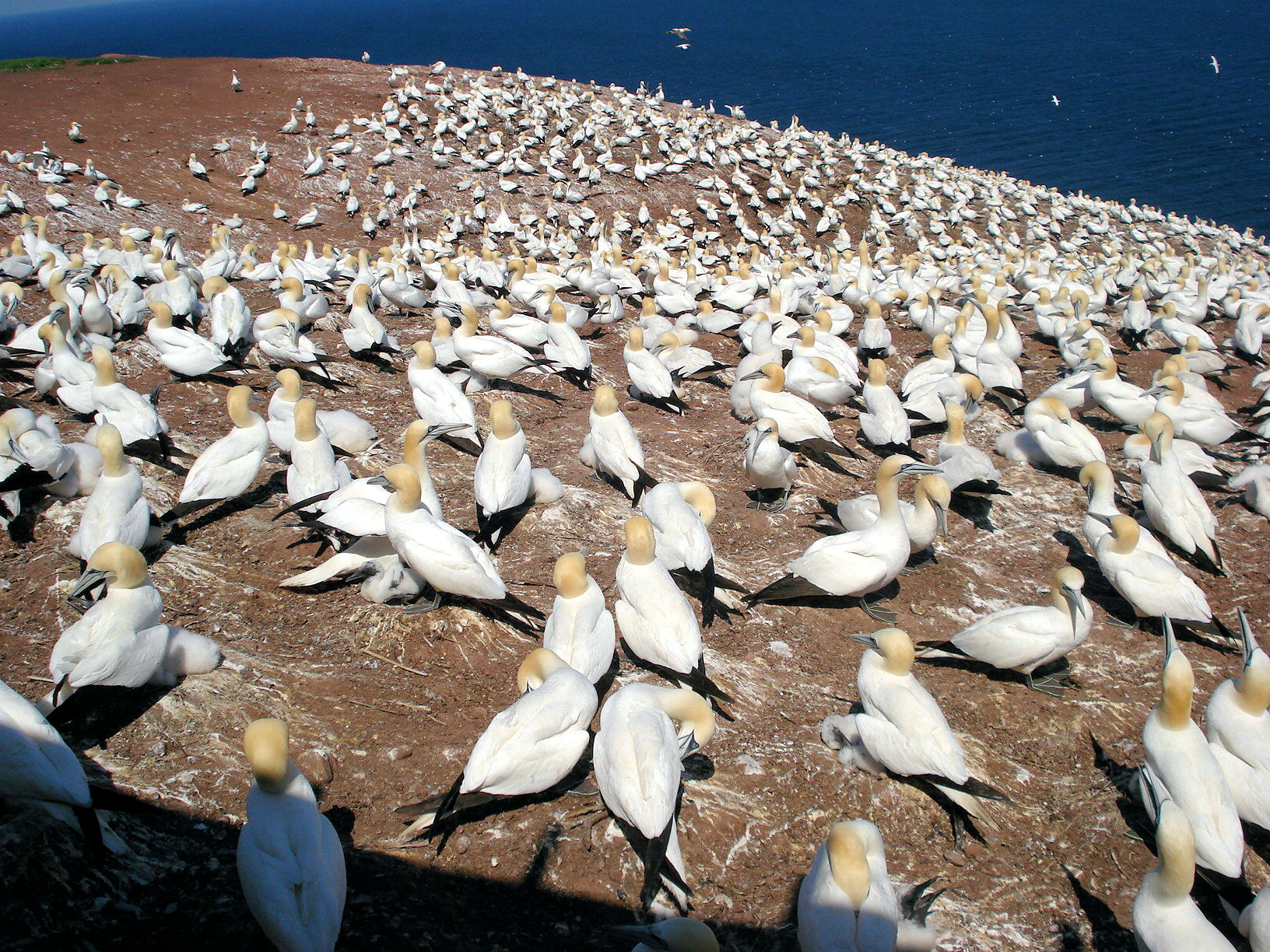
Basstölpel (Morus bassanus) auf der Île Bonaventure, Quebec

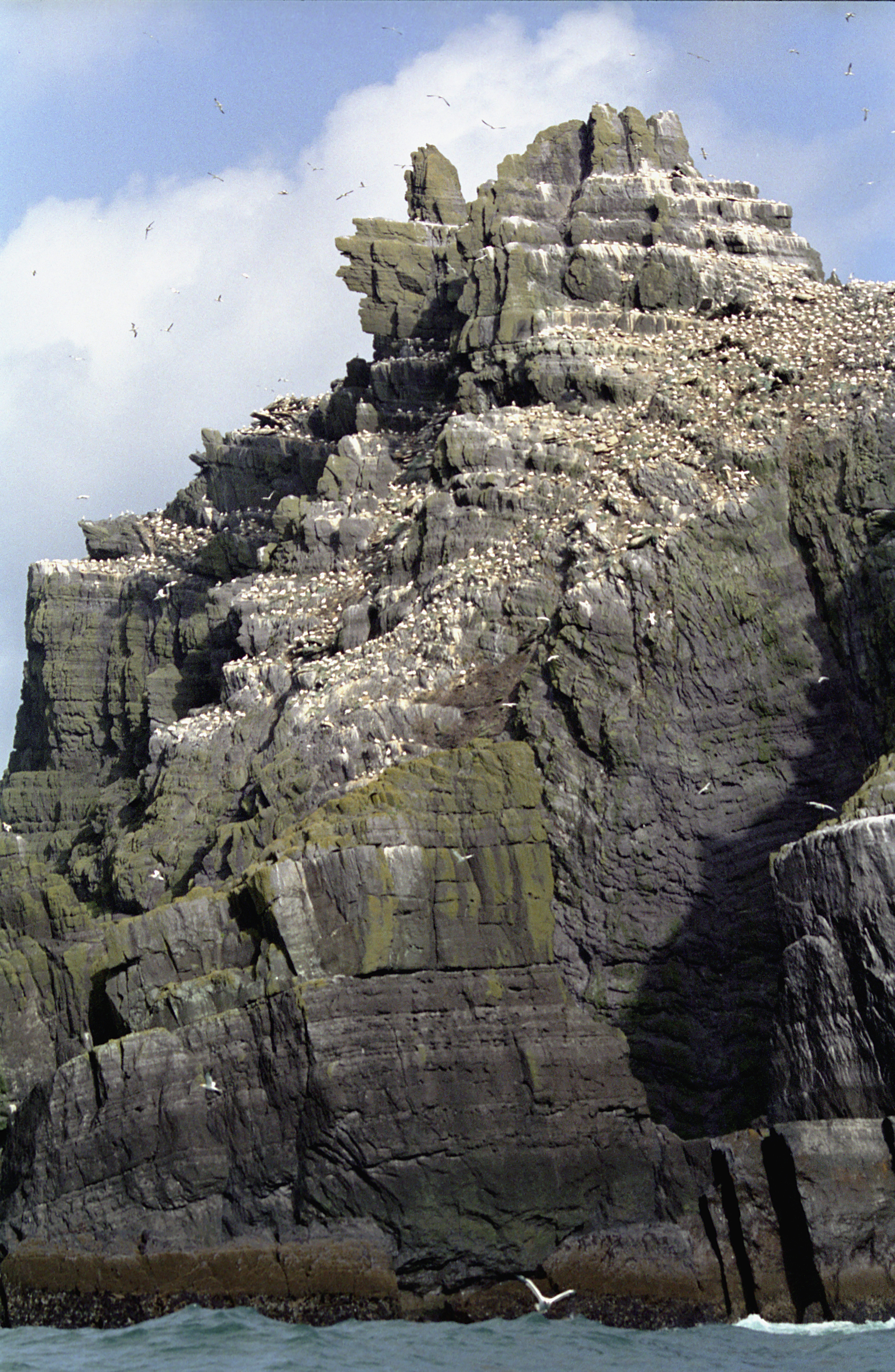
Little Skellig, Irland, mit den charakteristischen Vogelschissen (Basstölpel)

Der Namenszusatz geht stets auf die große Anzahl dort einst oder heute noch vorkommender Vögel zurück, die diese Inseln als Rückzugsgebiet, Brutplatz oder auch auf längeren Vogelzügen als Rastplatz nutzen. Bei etlichen Inseln ist nachweislich, dass sie ihren Namen vom Entdecker oder Benenner schlicht wegen der auffallenden Population bekommen haben, für zahlreiche weitere Inseln findet sich – neben amtlichen Ortsnamen – die Bezeichnung auch als Beiname, oder nur als allgemeine Charakterisierung.
Eine besondere Bedeutung gewinnt die Begrifflichkeit dann im Zuge des großmaßstäblichen Guanoabbaus im 19. Jahrhundert (als Düngemittel), wo sie ergiebige, lohnende Vorkommen bezeichnet: Viele Meeresvögel besiedeln einzelne Inseln explizit als Kolonie, und lassen andere, nahegelegene Inseln unberührt.
Tatsächlich wird der Begriff heute auch in der Ökologie im Sinne einer Ökosystem-Kategorie (in Zusammenhang mit Guano-induzierter Bodenbeschaffenheit) gebraucht,
mit (See-)Vogelinsel als „Insel mit Nestern oder Schlafstellen von (See-)Vögeln“,
und „Nicht-Vogelinsel“ (non-bird island) als unkolonisierte Insel. So beschreibt ein Standardwerk:

„Inseln mit großen Seevogelkolonien gibt es weltweit. Seevogelinseln bieten Nist- und Rastplätze für Vögel, die ihre Futter auf See finden, maritime Nähstoffe auf Land hinterlassen, und diese Inseln physisch verändern. Zahlreiche Lebensräume für endemische und gefährdete Tier- und Pflanzenarten sind Seevogelinseln, die deswegen Hotspots der Biodiversität mit hoher Priorität für den Naturschutz sind.“

Letzteres gilt analog für Vogelinseln der Binnengewässer.
Etliche der typischen Vogelinseln wurden in den letzten Jahrhunderten entvölkert, etwa durch Ratten, Schlangen, Hauskatzen als Neozoen.

## Beispiele
„Vogelinsel“ – oder in analoger Bildung – benannt sind beispielsweise folgende Inseln, hier teils mit jeweiligen charakteristischen Vogelarten und Population (Angabe oft Brutpaare) genannt:
- Aves, Venezuela (span. ‚Vögel‘) – div. Seevögel, auch Suppenschildkröte
- Bird Island, Australien – Whitsunday Islands, Teil des pazifischen Great Barrier Reef; Nationalpark
- Bird Island, Gambia – Flussinsel im Gambia; 15.000–20.000 Kormorane, Afrika-Schlangenhalsvogel, Silberreiher u. a.
- Bird Island, Südafrika – Kaptölpel, Kormorane, Brillenpinguine, auch Seebären; Naturreservat
- Bird Island, Seychellen – 750.000 Rußseeschwalben, Feenseeschwalbe u. a., auch Meeresschildkröten, früher Seekühe (Île aux Vaches, ‚Kuh-Insel‘); privat
- Bird Island, Südgeorgien, Antarktis – 50.000 Goldschopfpinguine, div. Albatrosse, 500 Riesensturmvögel; auch 65.000 Seebären
- Iōtorishima, Japan – Okinawa
- ehem. Bird Island, heute Nihoa, Hawaii (haw. ‚Zahn‘) – Nihoagimpel, Nihoa-Rohrsänger (beide endemisch), Tristram-Wellenläufer. Bulwersturmvogel, Blaunoddis, Bindenfregattvögel, Schwarzfußalbatrosse, u. a.
- Île aux Oiseaux, eigentlich Île Rouzic, Frankreich (französisch) – eine der Sept Îles, 20.000 Basstölpel, Papageitaucher, Trottellummen, Tordalken, Krähenscharben, Austernfischer, div. Möwen; auch Kegelrobben; Naturschutzgebiet
- Kuş Adası (heute Arter), Türkei – im Vansee
- Kuşadası, Türkei (tr.) – Ägäis bei Kuşadası
- 南鳥島 Minami-Torishima (Marcus Island), Japan (jap. ‚südliche Vogelinsel‘) – heute militärisch
- 鸟岛,  Niao Dao, Niao Tao, China – im Qinghai-See; Naturschutzgebiet
- 沖ノ鳥島 Okinotorishima (Parece Vela, Douglas Reef), Japan (jap. ‚Vogelinsel im offenen Meer‘) – Atoll
- Seabird Island, heute Yerba Buena, Kalifornien (span. ‚Gute Kräuter‘) – hist. auch Wood Island ‚Waldinsel‘, Goat Island ‚Ziegeninsel‘, heute besiedelt
- 鳥島 Torishima (伊豆鳥島 Izu-Torishima), Japan – Izu-Inseln; Kurzschwanzalbatrosse, Schwarzfußalbatrosse, u. a.; Nationalpark
- 鳥島 Torishima (久米鳥島 Kume-Torishima), Japan – Okinawa, heute militärisch
- 鳥島 Torishima, Japan
- Vogelfreistätte Flachwasser- und Inselzone im Altmühlsee, Deutschland – im Altmühlsee; Naturschutzgebiet
- Vogelinsel, Deutschland – im Elfrather See; Vogelschutzgebiet
- Vogelinsel, Vauglinsel, Deutschland – vor Hiddensee
- Vogelraupfi, Schweiz (schwzdt. raupfi ‚Futterstätte‘) – Flussinsel der Aare; Kiebitze, Flussregenpfeifer, Eisvögel, u. a.; Naturschutzgebiet

Bekannte „Vogelinseln“ (nur als Charakterisierung oder allenfalls ortsüblichem Beinamen) sind beispielsweise
Île Bonaventure (Quebec/Kanada),
Runde (Norwegen),
Little Skellig (Irland),
Trischen (Deutschland),
u.v. a.m.

### Spezielle Vögel
- Boatswain Bird Island, St. Helena – namengebend: Rotschnabel-Tropikvögel; strenges Vogelschutzgebiet
- Kormoraninsel, Deutschland – zwischen Sylt und Föhr
- Kormoraninsel, Deutschland – Wasservogelreservat Wallnau/Fehmarn[8]
- Möweninsel, Deutschland – bei Schleswig
- Pelican Island – mehrere Inseln
- Pinguininsel – mehrere Inseln
- Pfaueninsel – Landschaftspark an der Berliner Havel
- Schwalbeninsel, Österreich – bei Stopfenreuth im Nationalpark Donau-Auen[9]

Als Necknamen, nach dem Wappentier:
Kiwi-Insel für Neuseeland